# Вакцина Codagenix против COVID-19
CDX-005 — вакцина-кандидат против COVID-19, разрабатываемая совместно британской компанией Codagenix и Институт сыворотки крови Индии. В основе вакцины — живой ослабленный вирус SARS-CoV-2. Используемая технология предполагает генетическую модификацию патогена, замедляющую его репликацию в клетках, что позволяет избежать заболевания, при этом продемонстрировав организму полноценный живой вирус. Вакцина вводится интраназально, для её хранения достаточно обычного холодильника. Клинические исследования вакцины стартовали на группе из 48 человек в Великобритании.
Соучредитель и главный научный директор Codagenix, доцент Университета Стоуни-Брук в Нью-Йорке Штеффен Мюллер является соавтором вакцинной платформы, получившей название SAVE (Synthetic Attenuated Virus Engineering — синтетическая инженерия аттентуированных вирусов) — метода создания ослабленных синтетических вирусов, у которых окончательно блокируется возможность восстановление вирулентности. Этот метод может стать основной для создания нового класса так называемых живых (или аттенуированных) противовирусных вакцин.